# Saline Staßfurt
Die Saline Staßfurt war eine Anlage zur Gewinnung von Siedesalz aus natürlichen Salzquellen in der Stadt Staßfurt.

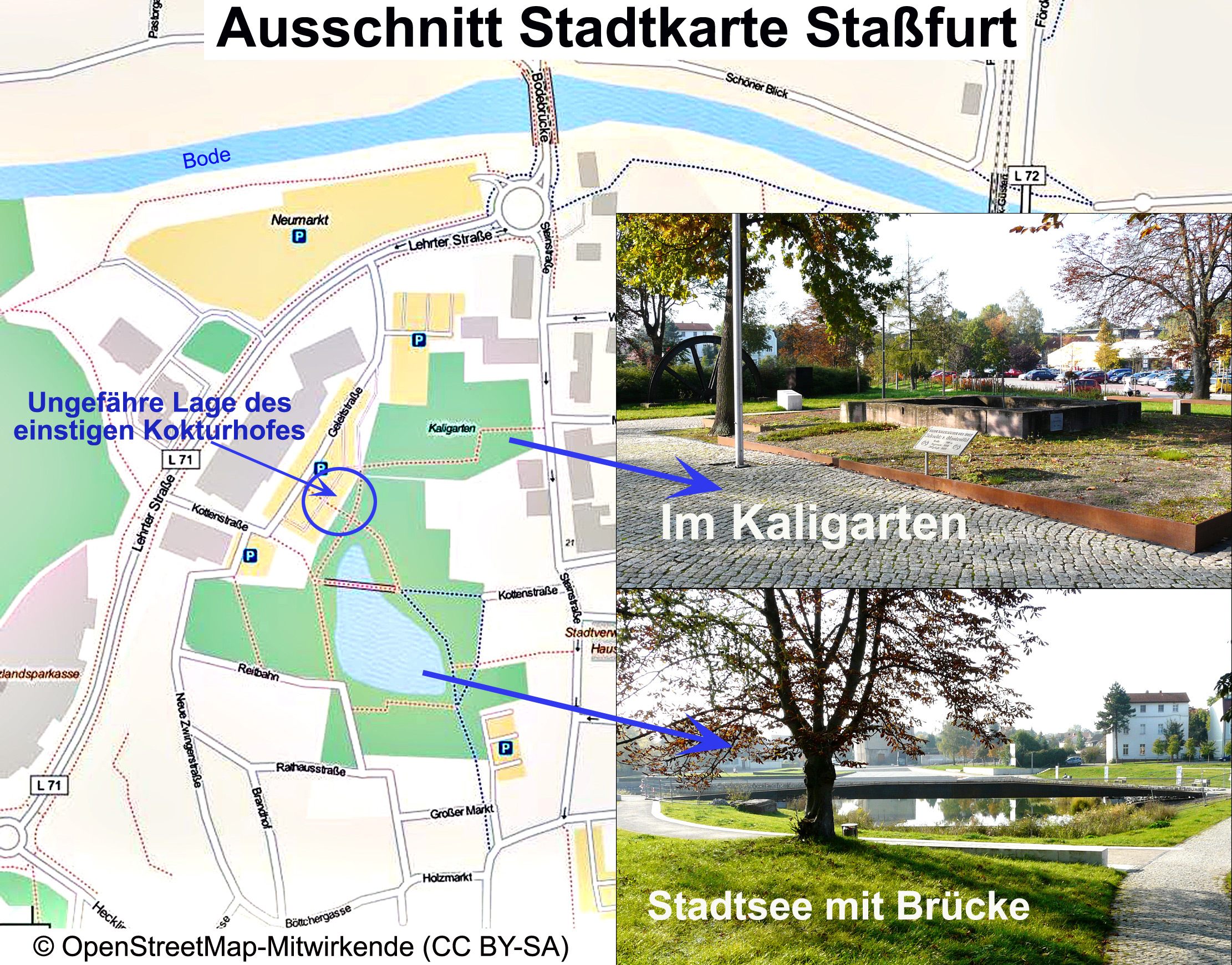
Ungefähre Lage des einstigen Kokturhofes der Saline Staßfurt.

## Geschichtliche Datierung

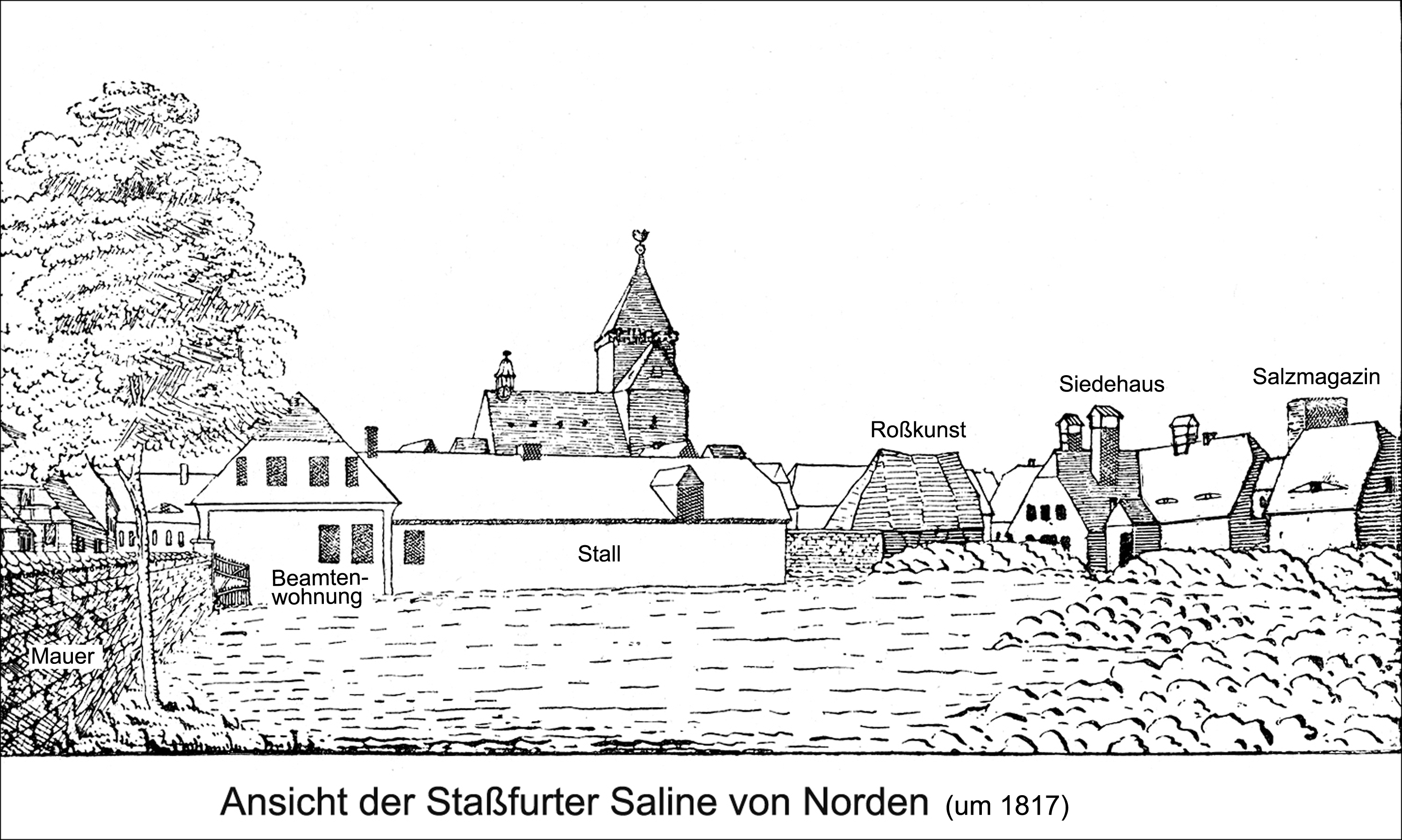
Ansicht der Staßfurter Saline um anno 1600
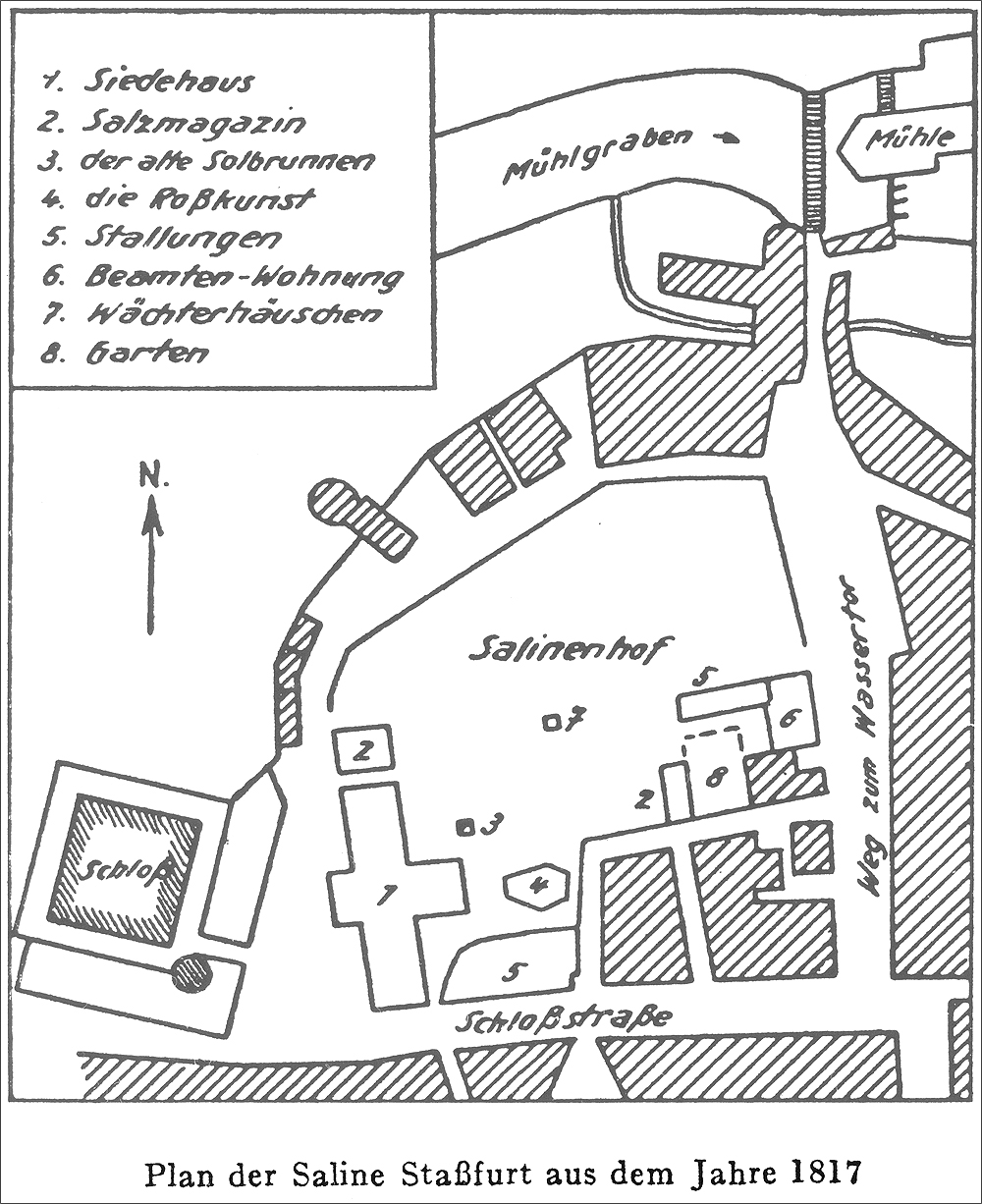
Lageplan der Staßfurter Saline von anno 1817
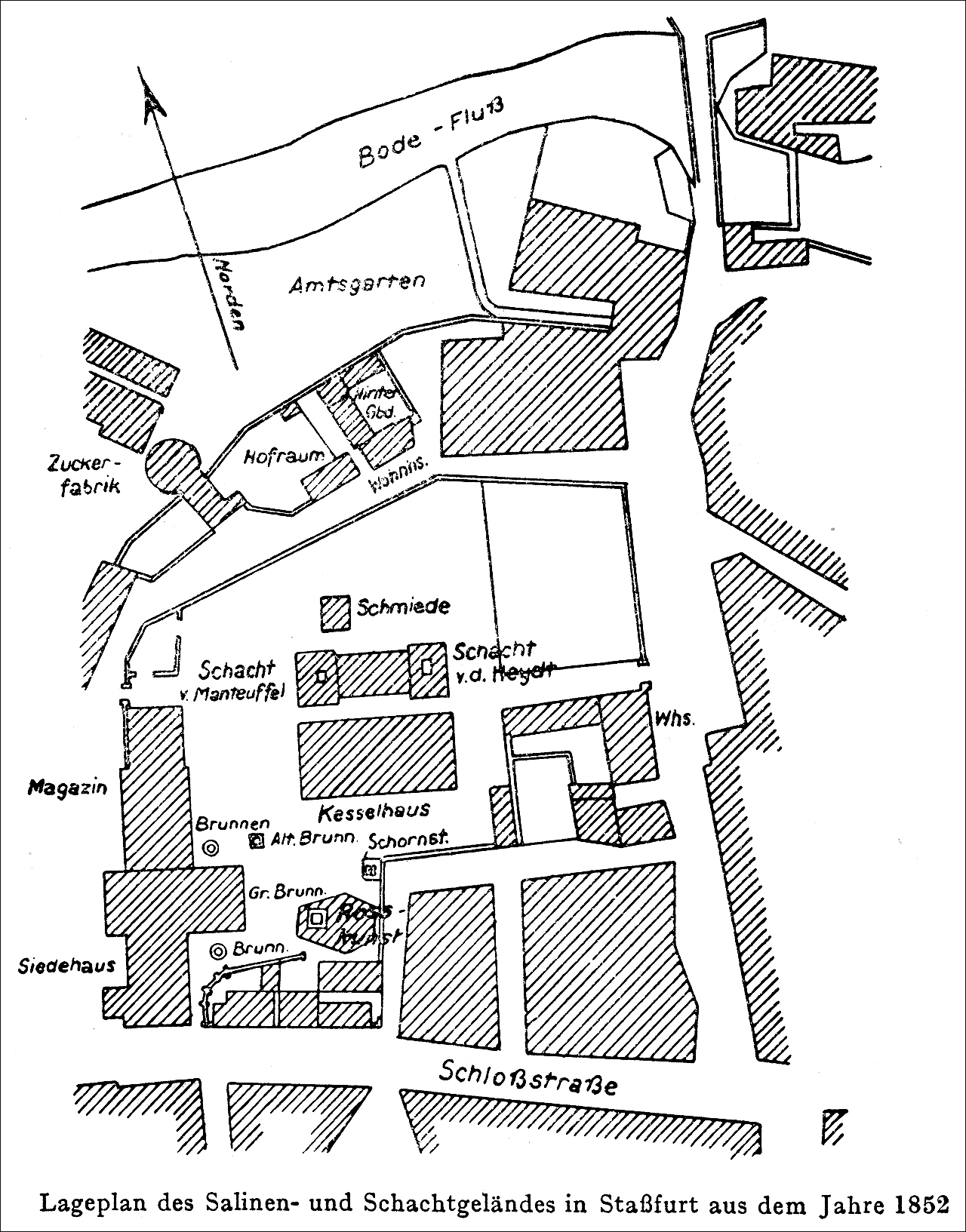
Lageplan der Staßfurter Saline von anno 1852

Einer Sage nach soll bei der im Jahre 806 erstmals urkundlich erwähnten Stadt Staßfurt ein bei Kriegshandlungen Karls des Großen (* 748; † 814) gefangener und wieder freigekommener Wendenführer hier Salzquellen entdeckt haben, welche beiderseits der Bode „sprudelten“. Es wird auch angenommen, dass die neben der alten Staßfurter Saline einst gestandene alte Burg (Schloss) ursprünglich zum Schutz der natürlich zutage tretenden Salzquellen angelegt worden ist.

„Wann die ältesten Belehnungen mit dem Rechte der Salzgewinnung stattgefunden haben, ist nicht mehr zu ermitteln. Als bei der Erwerbung der Saline durch den Preußischen Fiscus von den Pfännern die Besitztitel nachgewiesen werden sollten, ergab sich, daß Urkunden nur da vorhanden waren, wo durch Kauf, testamentarische Bestimmungen u. s. w. ein Eigenthumsübergang stattgefunden hatte, daß die Besitztitel von den übrigen Kothen jedoch nicht mehr auffindbar waren. Der älteste vorhandene Besitztitel war ein Katastrum [etwa = Grundbucheintrag] aus dem Jahre 1461, das sich auf 1/4 Soole an einem Kothe bezog, mit der die Kirche zu Staßfurt beliehen war. Einzelne Nachrichten stammen aus einer wesentlich früheren Zeit; es sind aber nur geringe Bruchstücke, die nicht miteinander im Zusammenhange stehen und kein vollständiges Bild der damaligen Zustände gewähren. Hierher gehört die geschichtliche Thatsache, daß Graf Bernhard von Aschersleben und Anhalt, nachmaliger Herzog zu Sachsen, ein jüngerer Sohn Albrechts des Bären, im Jahre 1195 ein ihm aus väterlicher Erbschaft zugefallenes Soolgut bei Staßfurt (Salis aram apud Stassfurt) an die Kirche zu Cölbik (Kölbigk bei Ilberstedt) zu Seelenmessen für seine Eltern, sich selbst und seine Söhne schenkte.“

## Die mittelalterliche Pfännerschaft

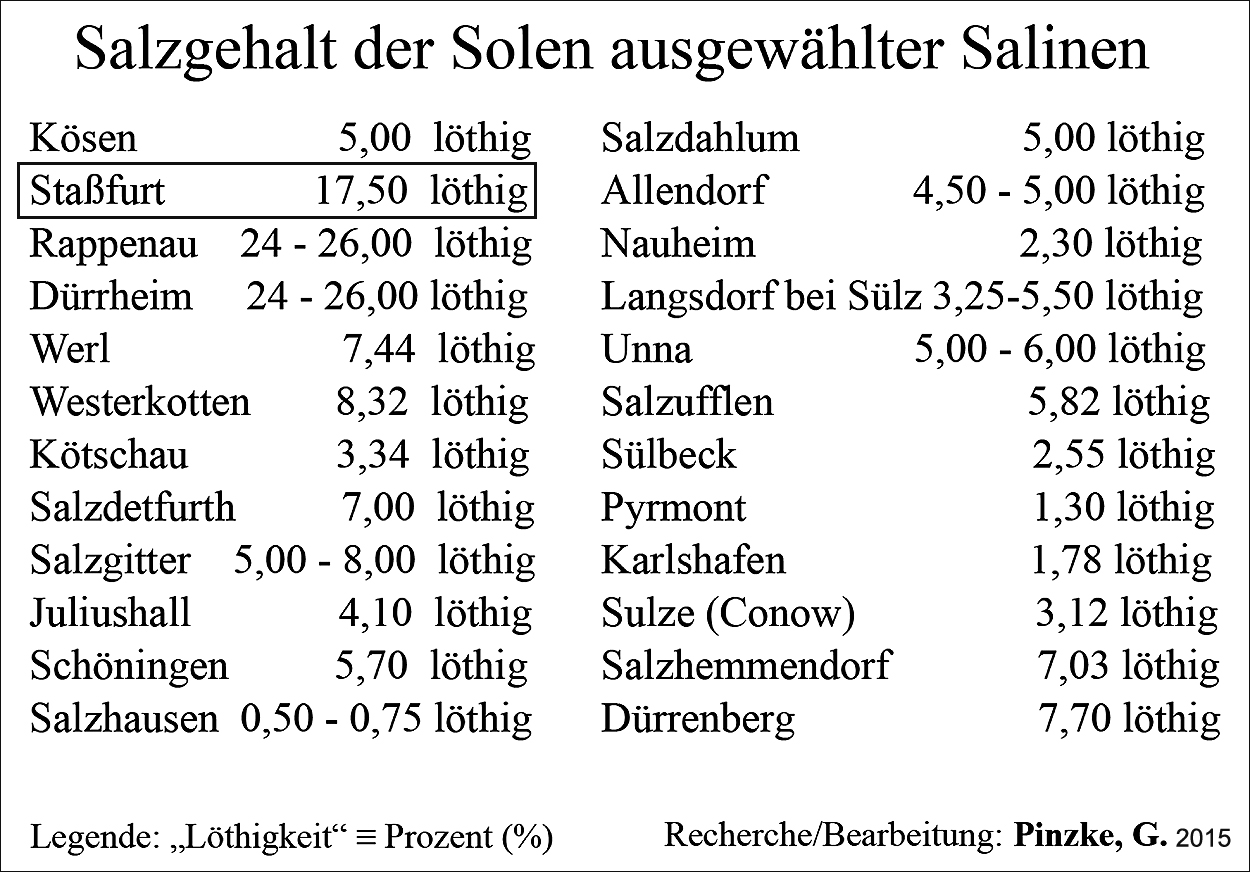
Salzgehalte ausgewählter Solen

Die seit dem 8. Jahrhundert urkundlich erwähnte Burg kam vermutlich im 12. Jahrhundert in den Besitz der Adelsfamilie von Schladen, die sich neben anderen Pfännern auch an der Nutzung der Solquellen beteiligte. Bekannt ist ein reger Siedebetrieb bereits aus der ersten Hälfte des 13. Jahrhunderts. Da die Ergiebigkeit der an mehreren Stellen zutage tretenden Solquellen den steigenden Bedarf nicht decken konnte, war von Bedeutung, dass die um die Mitte des 15. Jahrhunderts amtierende Äbtissin des Klosters Hecklingen, Anna von Schladen, „wesentlich zur Abteufung eines großen neuen Soolbrunnens beitrug, der in den besten Zeiten der Pfännerschaft [nachweislich gab es anno 1524 30 Kothe] fast stets allein die gesammte zum Betriebe erforderliche Soole geliefert hat und auch während des späteren fiscalischen Betriebes allein in Benutzung stand. Er lieferte überdies von sämmtlichen Brunnen die reichste Soole (17 lötig) [= 17 % Salzgehalt]. Seine Tiefe hat wegen des bei Jahrhunderte langem Betriebe entstandenen Nachfalls nicht genau festgestellt werden können. Bei 183 Fuß Tiefe [= ca. 55 m] war die Sohle noch nicht ganz erreicht. Der Brunnen war in etwa rechteckiger Form abgeteuft, stand frei ohne Zimmerung im Buntsandsteingebirge an und hatte wunderbarerweise trotz seiner geringen Entfernung von der Bode keine Zuflüsse süßer Wasser, ebenso wenig, wie sich ein Zusammenhang mit dem nur 70 Fuß [= ca. 21 m] entfernt gelegenen ‚kleinen Soolbrunnens‘ feststellen ließ.“
Das seinerzeitige Abteufen eines so tiefen Brunnens im wasserführenden Buntsandstein verdient aus heutiger Sicht allerhöchsten Respekt. Das „Wie“ – bzw. mit welchen Mitteln und Methoden – sollte noch recherchiert werden.
Zu Einzelheiten der Saline Staßfurt berichtete Johann Thölde in seiner Haliographia anno 1603 (vgl. nachstehende Abbildungen aus einer Buchausgabe anno 1622), dass 2 Brunnen genutzt werden, wovon der eine – angetrieben durch eine Roßkunst – 35 Klafter (= ca. 63 m) tief ist.
Die Sole, heraufgeschöpft mittels Eimern, wird über hölzerne Gerinne in alle Kothe (Kothe = Haus, auch „Salzkotte“ genannt) geleitet, in welchem das Salz gesotten (gesiedet) wird. Diese sind unter der Erde eingerichtet, ihre Dächer schließen ebenerdig ab. Verwendet werden 2 Siedepfannen: 1/2 Schuh (1 Schuh = ca. 32 cm, also etwa 16 cm) tief, 6 Schuh lang und 5 Schuh breit. Pro einstündigem Siedebetrieb betrug das Ausbringen ein „Werk“ von 2 „Stücken“ (1 Stück maß seinerzeit 8 1/2 „Metzen“; 1 Metz = ca. 1515 Gramm, Warenwert 8 Groschen). Eine Kothe schaffte pro Woche 50 Werke; als Lohn erhielt der Siedemeister pro „Stück“ Salz 6 Pfennig, ein Knecht 1/2 Taler pro Woche.

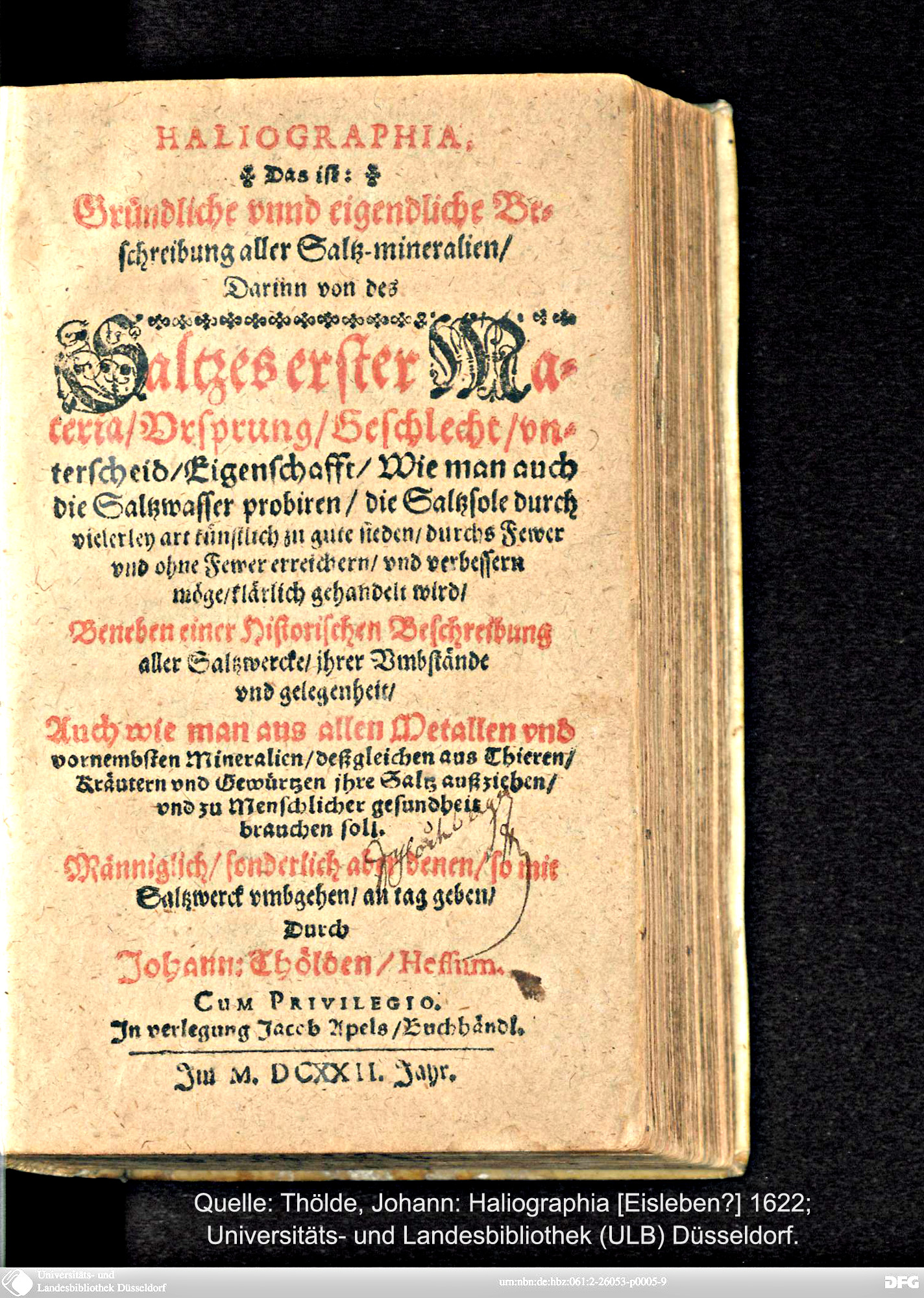
Erwähnung der Saline Staßfurt in Thöldes „HALIOGRAPHIA“ anno 1622.
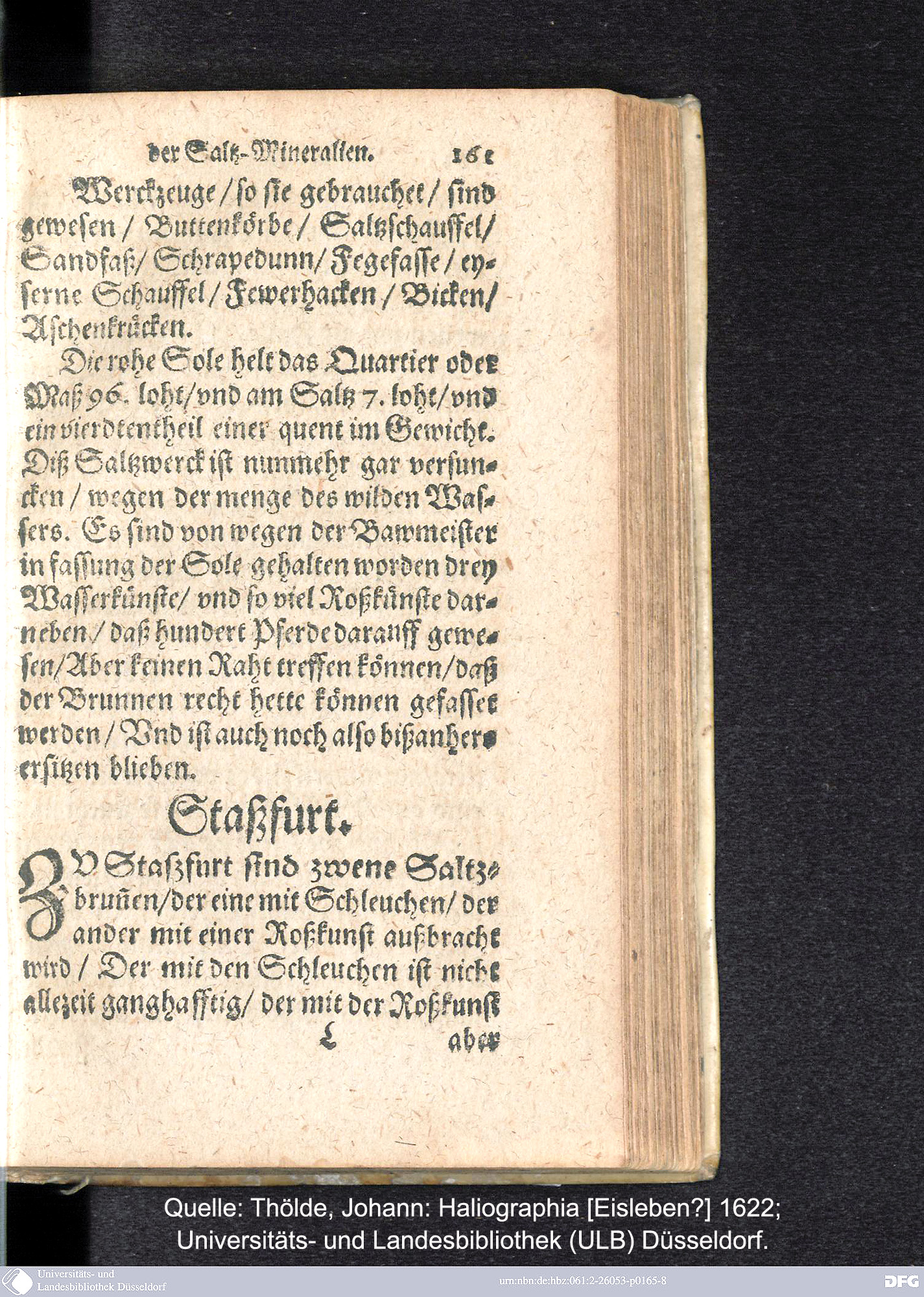
dito, S. 161.
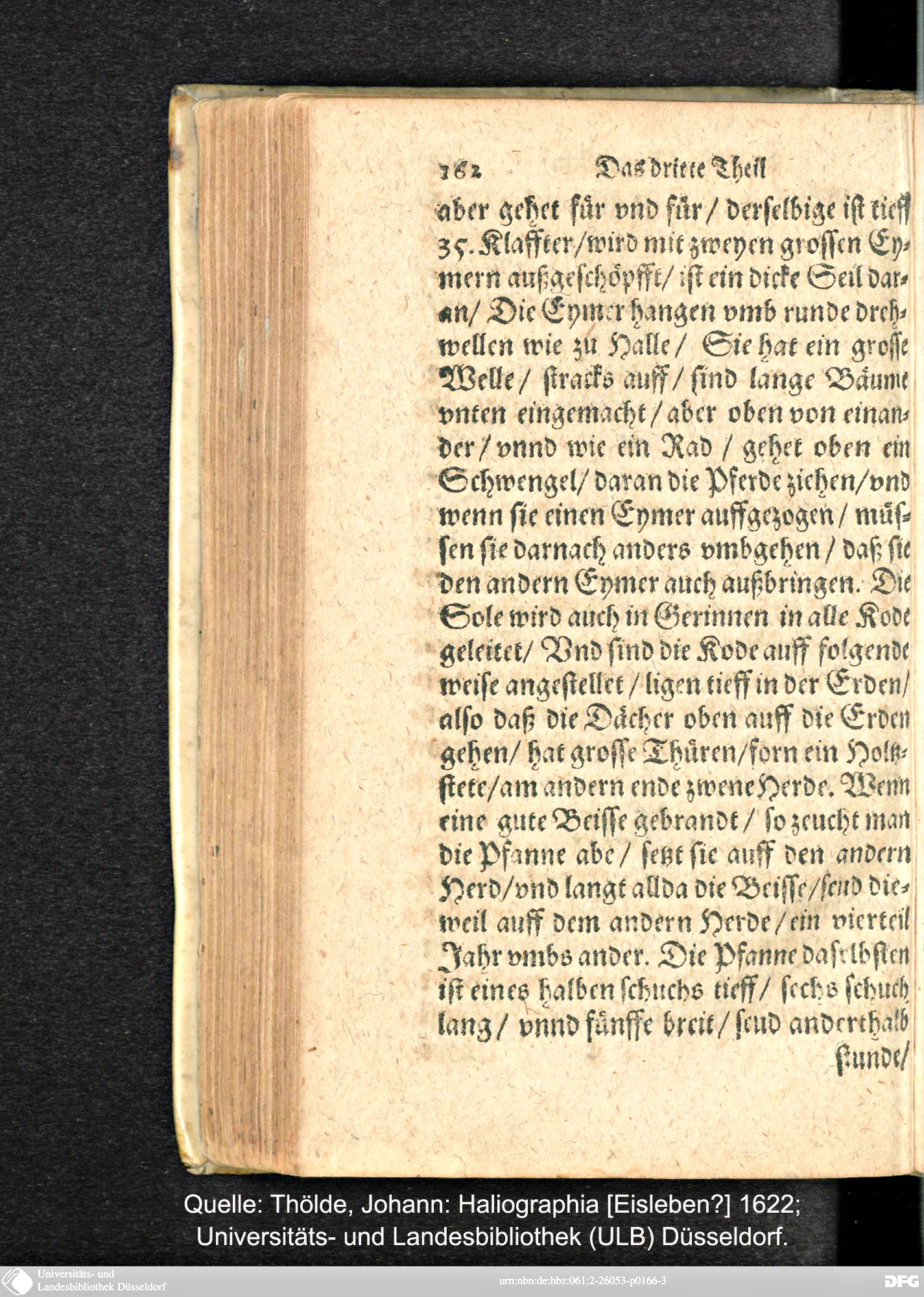
dito, S. 162.
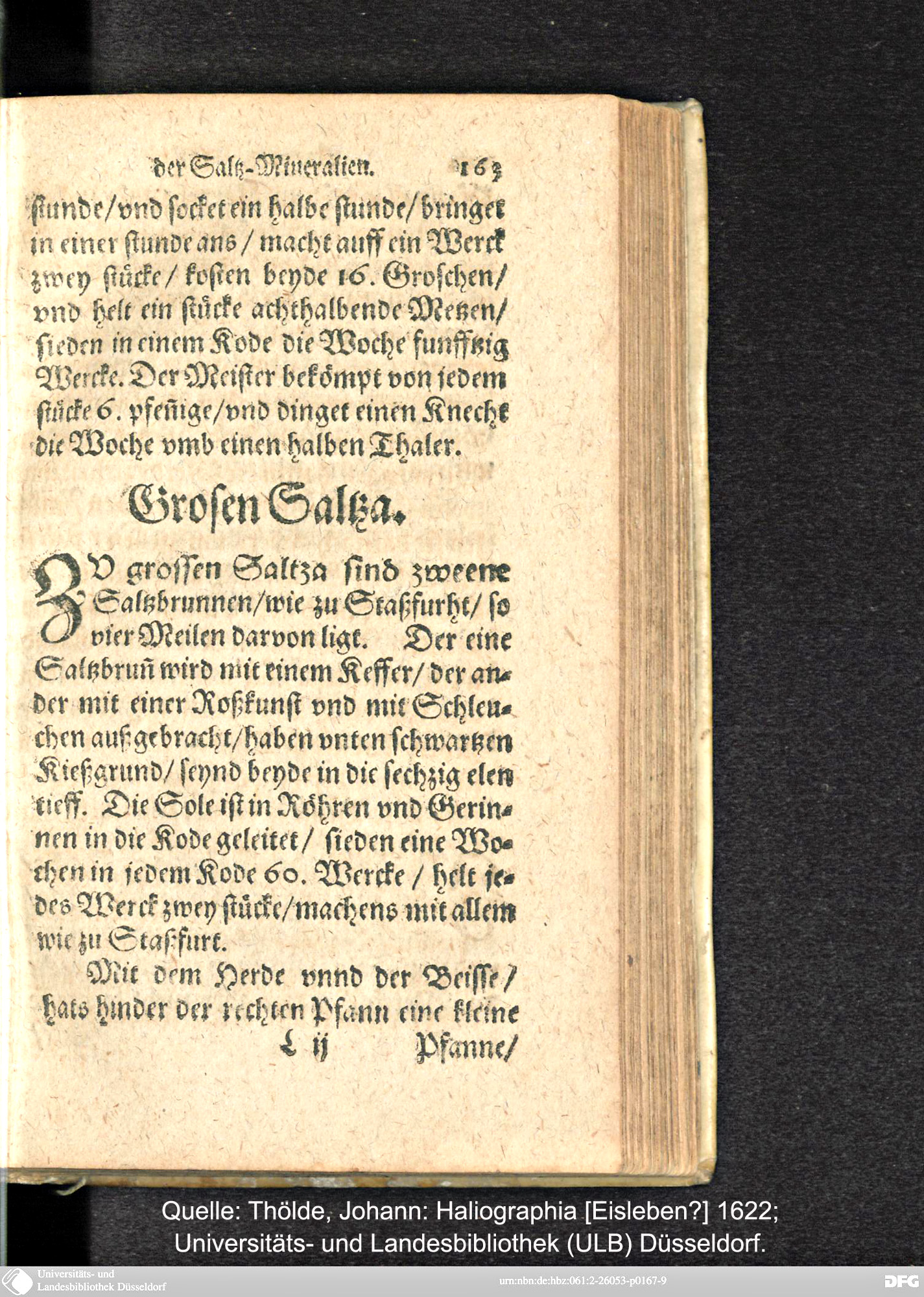
dito, S. 163.

„Die Höhe der Salzerzeugung läßt sich nach zwei alten Rechnungen vom Jahre 1524 und 1591 zu 3340 Werken im ersten, und zu 2341 Werken im letzteren feststellen. Nach Thöldes Beschreibung hatte ein Werk 2 Stück zu je 8 1/2 Metzen; nach Angaben vom Ende des 18. Jahrhunderts hielt 1 Stück 3 Scheffel, also 48 Metzen und wog 155 Pfd.; unter der – allerdings willkürlichen – Annahme, daß die Metze im wesentlichen unverändert geblieben ist und die Werke den Betriebsfortschritten gemäß größer geworden sind, würde eine damalige Metz 3,23 alte Pfund oder 1,515 kg gewogen haben. Hiernach berechnen sich die beiden genannten Productionen auf etwa 86.000 kg und 60.000 kg.
Bezüglich des Ertrages findet sich im alten Kirchenbuche die Angabe, daß das Kirchenkoth in manchen Jahren 400 bis 600 Thaler, im Jahre 1689 sogar 900 Thaler Reingewinn abgeworfen hat.“

Hier Thöldes Veröffentlichung zur Saline Staßfurt:

„Die Mannigfaltigkeit von Einrichtungen, welche man auf den verschiedenen Salzwerken antrifft, zeugt von den verschiedenen Ansichten ihrer Urheber, aber auch von dem Eifer, mit welchem man nach größerer Vollkommenheit strebte. Hierher gehören Verschiedenheit in Bezug auf Größe der Pfannen und auf ihre Gestalt; man findet sie von 200 bis zu 3000 Quadratfuß Bodenfläche; die Bodenflächen theils in Quadratform, theils als Rektangeln mit mehr oder weniger Unterschied der langen und der schmalen Seite, theils in Kreisform. Weniger verschieden sind ihre Tiefen – Verschiedenheit im Abstande der Pfannenböden von den Heerden und der Röste; man findet sie mit – und ohne Zirkulirgänge; und wieder von verschiedener Art. Die Pfannen selbst findet man auf verschiedene Weise verfertigt, mit Schrauben und mit Nietnägeln, oder einige aus zusammen genieteten platten Tafeln konstruirt, letztere mit einfachen oder mit doppelten Reihen von Nietnägeln. Die Pfannen sind unterhalb dem Qualmfang theils ganz frei, theils mit Deckeln versehen, theils von einem Mantel umschlossen; die Qualmfänge selbst findet man unter sehr verschiedenen Verhältnissen aufgeführt, und mit der Ausgangsöffnung verbunden. Ursprünglich war eine und dieselbe Pfanne zum Erwärmen der Soole, zum Sieden derselben und zum Soggen bestimmt; späterhin machte man Versuche mit besonderen Wärmpfannen, mit eigenen Sied, – Koch- oder Störpfannen, und mit abgesonderten Soggpfannen. Auch die Trocknungsanstalten, um magazinmäßiges Salz zu erhalten, sind schon mancherlei Veränderungen und Proben unterworfen worden.“

Technische Mängel in der Siederei, Schwierigkeiten in der Beschaffung von Heizmaterial und die Konkurrenz der Schönebecker Saline bewirkten seit Anfang des 18. Jahrhunderts einen steten Ertragsrückgang. 1719 brach der Salzabsatz in das Fürstentum Halberstadt ganz weg; statt von der Staßfurter Saline holten es die Halberstädter günstiger von Schönebeck.
Einige technische Einzelheiten zum Salinenbetrieb sind aus dieser Zeit überliefert:

„Danach war neben dem großen Kunstbrunnen [das war der tiefe, im Buntsandstein stehende Brunnen, dessen Schöpfwerk ein Göpelbetrieb war; deshalb der Name 'Kunstbrunnen'] regelmäßig auch der kleine Brunnen im Betrieb; aus beiden wurde die Soole mittelst Eimern gehoben. Ein jeder Koth erhielt, wenn es 51 Stück oder 17 Werke (früher nur 2 Stück auf 1 Werk) in der Woche sott, 80 Eimer aus dem großen und 68 Eimer aus dem kleinen Brunnen. Auf jedes Werk gingen demnach etwa 8 Eimerfüllungen (von je 180 Berliner Maß). Ein Werk ergab durchschnittlich 3 Berliner Scheffel Salz von etwa 155 Pfd. Gewicht; zu einer Last wurden 22 1/2 Stück von zusammen 30 1/2 Centner gerechnet. Die Zahl der Kotharbeiter nebst ihren Familien betrug im Jahre 1796 173 Seelen.“

## Der Übergang an den preußischen Fiskus
Die zuvor genannten Schwierigkeiten im Salinenbetrieb selbst sowie die wachsende Konkurrenz noch weiterer Salinen erschwerten seit Anfang des 18. Jahrhunderts zunehmend die Betriebswirtschaftlichkeit der Staßfurter Saline. Viele Kothen wechselten im Laufe der Jahrzehnte ihre Besitzer – zumeist an Adlige – sodass letztlich eine adlige Pfännerschaft die Geschicke der noch 30 Siedesalz produzierenden Kothen bestimmte. Diese Adelsfamilien siedeten natürlich nicht selbst, sondern verpachteten diese Kothen als Inhaber der jeweiligen „Siedegerechtigkeit“ an sogenannte „Kothmeister“.
Zunehmend sah man nur noch in einem Verkauf der Siedebetriebe an den Staat die Abwendung eines totalen finanziellen Fiaskos.
Die Verkaufsverhandlungen zogen sich zwei Jahre hin, weil von 15 Kothinhabern anfangs erst 5 dem Verkaufsantrag zustimmten. 1797 einigte man sich auf einen Kaufpreis von 85000 Thalern.

„Dem Abschlusse des Kaufvertrages stellten sich jedoch nunmehr noch verschiedene formelle Schwierigkeiten in den Weg, da eine ganze Anzahl von Kothbesitzern ihre Besitztitel, die nach Allgemeinem Landrecht zu dem Kaufgeschäft erforderlich waren, nicht nachweisen konnte. Da diesem Mangel nur ein förmliches Aufgebotsverfahren abhelfen konnte, ein solches aber den Verkauf sehr verzögern mußte, und die Stadt bereits unter dem schwachen Betriebe der Saline zu leiden anfing, so wurde durch Rescript vom 19. Mai 1797 bestimmt, daß die Uebernahme des Salzwerks schon vor dem Abschlusse des Kaufvertrages bewirkt und zwar möglichst beschleunigt werden sollte. Dementsprechend fand die Uebernahme durch die Salinenkommission am 29., 30. und 31. Mai 1797 statt, und am 1. Juni 1797 wurde das Werk unter Königlicher Verwaltung durch eine auf demselben errichtete Salz-Factorei in Betrieb gesetzt.“

Der Kaufvertrag wurde unterzeichnet vom Bevollmächtigten der Pfännerschaft, dem Stadtsyndikus Schlitte (Datum v. 28. April 1797) sowie vom Chef des Salzdepartements des Generaldirektoriums, Exzellenz von Struensee (Datum v. 28. Februar 1800).
Die letzten Kaufgelder wurden am 2./3. März 1803 ausgezahlt. Der neue Betreiber nannte sich „Salinen-Directions-Commission“. 14 Kothe wurden sofort abgerissen, die Siedepfannen auf 16 reduziert. Bald darauf errichtete man ein neues Siedehaus – die Inbetriebnahme erfolgte am 16. November 1800 –, im darauffolgenden Jahr wurde das alte abgerissen. Das neue Siedehaus „war ein in Kreuzform massiv gebautes, mit steilem Satteldach versehenes Haus von 193 Fuß (= ca. 58 m) Länge und 45 Fuß (= ca. 13,5 m) Tiefe, welches 2 Stör-, 2 Soggpfannen, die dazu nöthigen Feuerungen, einen Trockenraum, eine Dienstwohnung und einen Kassenraum enthielt. Die Störpfannen hatten eine Grundfläche von 21 × 11 1/2 Fuß [= rd. 22 m²], die Soggepfannen waren quadratisch mit 21 Fuß [= rd. 40 m²] Seitenlänge angelegt.“

## Der preußische Salinenbetrieb

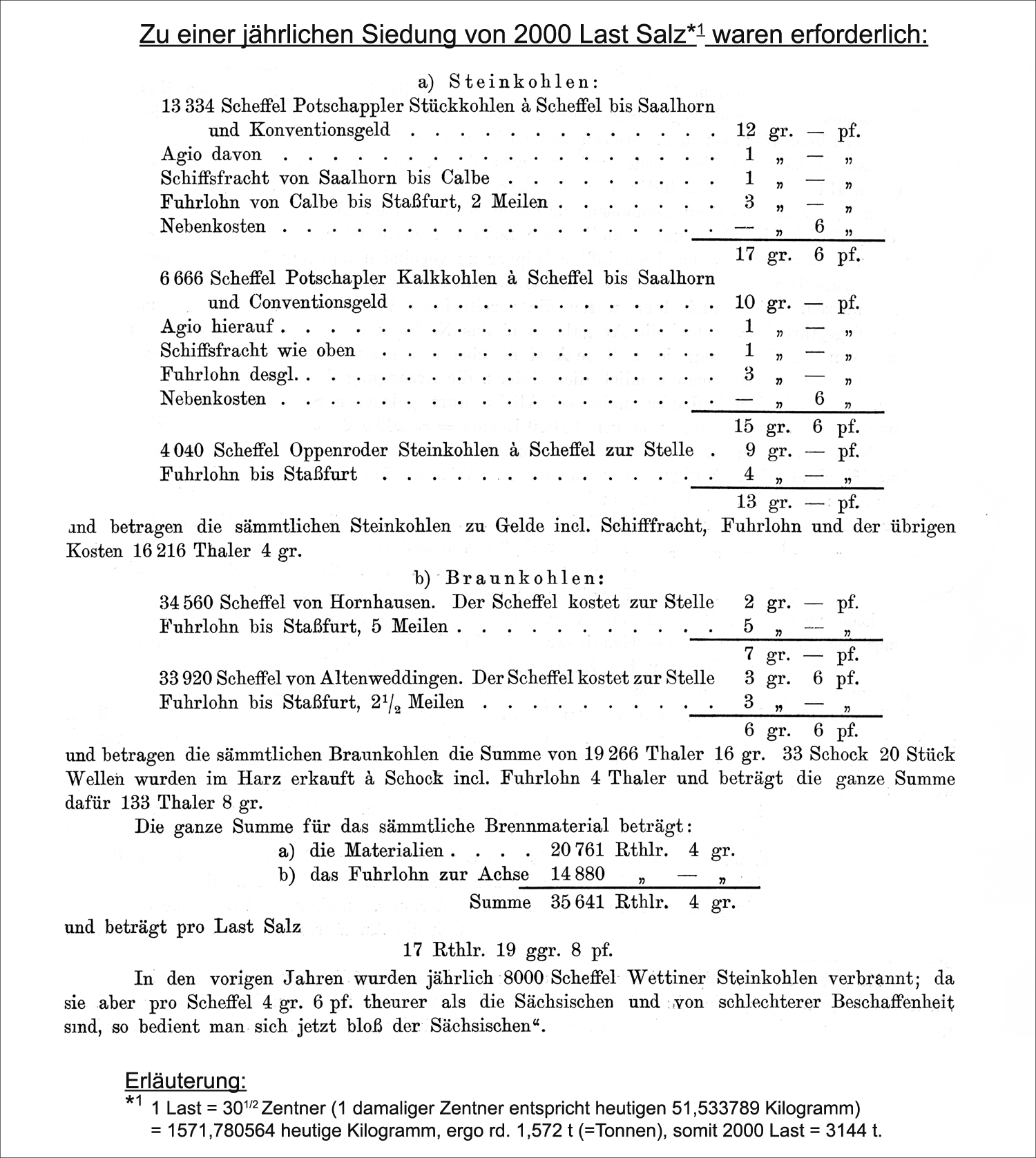
Brennstoffbedarf auf der Saline Staßfurt

Die jährliche Menge des erzeugten Siedesalzes hatte ihren Höchststand 1857 mit 27.587 dz (= Doppelzentner). Zu den Jahren 1796 bis 1800 sowie 1804 bis 1808 fehlen bei Westphal diesbezügliche Angaben. Wie bereits unter der früheren Pfännerschaft war auch unter der preußischen Betriebsführung die Versorgung der Saline mit Brennmaterial sehr problematisch.
Im Archivgut ist der Bericht des Administrators auf der Königlichen Saline Staßfurt namens Backe enthalten, welcher beinhaltet: „Die Feuerung bestand bis zum Jahre 1800 in Holz, da aber dieses immer theurer wurde und nicht mehr anzuschaffen war, so bedient man sich seit dieser Zeit der Stein- und Braunkohlen. Nur zum jedesmaligen Feuermachen wird Langstroh und Wellen genommen.“ („Welle“ hat hier die Bedeutung „Reisigbündel“.) Zu einer Last Salz waren erforderlich: 1 Stück Welle, 12 Scheffel Steinkohlen sowie 32 Scheffel Braunkohlen. Die notwendige Menge an Heizmaterial für eine jährliche Siedung von 2000 Last zeigt nebenstehende Tabelle.
Salinenprodukte waren das „Weiße Salz“ (das Siedesalz) und sogenanntes „Schwarzsalz“, das unter dem Namen „Abfallsalz“ verkauft wurde.

„Bald trennte man noch ein graues Salz ab, und später wurden das minderwerthige Salz, das zuletzt ausgeschlagen wurde, und die Abfälle noch weiter classificirt und theils ohne weitere Zusätze als Kehrsalz, Düngesalz, theils nach Denaturirung mit Ruß oder Asche als Seifensiedersalz, oder mit rother Farbe und Wermuthpulver als Viehsalz verkauft. Das Kehrsalz wurde bis in die 1830er Jahre unentgeltlich an die Steuerbehörden abgegeben, die es weiter verkauften.“

Über die Absatzverteilung und die Preisverhältnisse schreibt Salineninspektor Backs zu Staßfurt anno 1807:

„Der Preis für das Inland ist pro Last weiß Salz 72 Rthlr [= Reichstaler ] 7 ggr. = gute Groschen; = Zwölftel Reichstaler oder 2 gGR = gute Groschen = 2 1/2 Silbergroschen)] 3 pf [= 3 Pfennig ] Preuß. Courant, wenn die Seller [= Salzverkäufer] im Fürstenthum Halberstadt nicht weiter als 4 Meilen von hier entfernt liegen. Diejenigen Oerter, die über 4 Meilen von hier entffernt sind, bezahlen für eine jede weitere Meile 1 Rthlr. 12 ggr. pro Last weniger, welches als Fuhrlohn vergütet wird. Sämmtliche Sellereien im Herzogthum Magdeburg bezahlen ohne Unterschied, die Entfernung sei so weit wie sie wolle, pro Last 72 Rthlr. 7 ggr. 3 pf. Der Preis für das Ausland ist pro Last 33 Rthlr. oder pro Stück a. 2 3/4 Scheffel haltend 1 Rthlr. 22 ggr. Preuß. Courant. Der Preis des grauen Salzes ist a Last 15 Rthlr.“

Im Jahre 1808 wurde Staßfurter Salz exportiert in das Fürstentum Quedlinburg, die Herzogtümer Dessau, Köthen und Bernburg sowie in die Grafschaft Barby und das Amt Endorf. Salzniederlagen [waren autorisierte Lager- und Verkaufshäuser für Salz] der Verwaltung der indirekten Steuern, die von der Staßfurter Saline versorgt wurden und zum inländischen Absatzgebiet rechneten, gab es in Alleringersleben, Aschersleben, Barnebeck, Halberstadt, Hornburg, Hettstedt, Neuhaldensleben, Osterwieck, Oschersleben, Oebisfelde, Quedlinburg, Veltheim, Weferlingen, Wernigerode; Sellereinen gab es auch in Aken und Calbe.

## Die Stilllegung der Saline
Bereits im Jahre 1797 (lt. einem archivierten Schreiben des Chefs des Generalsalzdepartements, von Struensee, vom 20. Mai 1797) gab es Überlegungen, den Salinenbetrieb aus wirtschaftlichen Gründen zu beenden. In diesem Schreiben heißt es: „Da das Salzwerk zu Staßfurt gegenwärtig sehr gut gänzlich entbehrt werden könnte, so geschieht es bloß, um der Stadt Staßfurt diesen Nahrungszweig nicht auf einmal zu entziehen, daß dieses Salzwerk noch vor der Hand weiter betrieben werden soll.“[sic] Gegebenenfalls hätte die ebenso im fiskalischen Besitz stehende und weitaus rentabler arbeitende Saline Schönebeck ohne weiteres den gesamten Bedarf an Siedesalz abdecken können.

„Insbesondere hatte man nämlich die Absicht, die Erzeugung der Saline unter Zuhülfenahme der alten, am nördlichen Bodeufer, nahe bei Alt-Staßfurt gelegenen Sollquellen zu erhöhen, und man berechnete, daß eine Production von 10000 Lasten ≈ 200.000 dz jährlich ermöglicht werden könnte. Nach einer im Jahre 1805 vorgenommenen Messung ergab sich, daß der große Brunnen pro Min. 1 2/3 cbf. Kubikfuß Soole mit 12,25 Pfd. Pfund Salz lieferte.
Von den übrigen Brunnen lieferte der kleine Kunstbrunnen: pro Min. 1/2 cbf. 12 pfünd. Soole, der Brunnen I in der Sülze (47 Fuß tief) 3, 344 cbf. à 8 1/2 Pfd. Salz, der Brunnen II in der Sülze (13 Fuß tief), 30 ' von ersterem entfernt) 2, 266 cbf. à 9 Pfd. Salz, der Brunnen III in der Sülze (7 Fuß tief), 180 ' von I entfernt ? [keine Angabe] à 3 Pfd. Salz.
Da die Soole verhältnismäßig schwach war, so hätte sie gradirt werden müssen, und man nahm daher zugleich die Erbauung eines Gradirhauses in Aussicht. Im Jahre 1817 nahm man den Plan einer Vergrößerung der Saline unter Zuhilfenahme des Gradirbetriebes wieder auf. Außerdem dachte man daran, die Soolmenden, welche in Staßfurt wegen der Schwierigkeiten der Brennmaterialbeschaffung nicht versotten werden konnten, durch eine Soolleitung aus eisernen Röhren nach dem Elmer Gradirwerke zu leiten.“

Dazu sollte dann noch eine größere Roßkunst statt der alten und baufälligen gebaut werden; sogar entstand 1805 der Plan, von der Staßfurter Mühle ein Feldgestänge zur Kraftübertragung von dieser zum Salinegelände zu verlegen. Drei weitere Ereignisse sollten entscheidenden Einfluss auf den Salinenbetrieb haben: Einerseits verbesserte sich die Brennstoffbedarfsdeckung der Saline durch die Eröffnung des Braunkohlenbergbaus bei Löderburg, Unseburg und Börnecke Anfang der 1850er-Jahre. Bald darauf brannte das Siedehaus ab und erst am 8. Mai 1855 konnte das neuerrichtete wieder in Betrieb genommen werden. Und, was wohl die große Wende in der Geschichte des Staßfurter Salzbergbaus bringen sollte: Es bahnte sich die erste Tiefbohrung auf der Suche nach vermuteten unterirdischen Salzlagerstätten an.
Bergrat Borlach vermutete als Erster, dass dort, wo es Salzquellen gibt, es wohl Salzlagerstätten im Untergrund geben müsste. Anfängliche Suchbohrungen Bohrlachs bei Artern verliefen ohne Ergebnisse. Später wurde man bei Jagstfeld fündig. Dem Sohn des früheren Salinenadministrators Backs, der inzwischen zum Bergrat aufgestiegene Backs, gelang 1837 mittels eines neuen Bohrlochs, bei Artern Salz zu finden.
Auf Vorschlag C. Reinwarth’s, der in einem Gutachten vom 3. Juni 1838 das Niederbringen eines Bohrlochs zwecks Förderung „besserer Sole“ befürwortete, wurde am 23. April 1839 auf dem Staßfurter Kokturhof (alte Bezeichnung für einen Salinehof; kommt vom Lateinischen „coctura“: das Kochen) eine solche Suchbohrung angesetzt. Nach zwölf Jahren wurden am 31. Mai 1851 diese Bohrarbeiten bei Teufe 581 m eingestellt (siehe auch Erkundungsarbeiten auf dem Salinehof in Staßfurt).
Durchbohrte Bittersalze machten die Nutzung der Bohrung jedoch für den Siedebetrieb unbrauchbar. Nach langen Überlegungen und Risikoabschätzungen entschloss man sich zur Abteufung zweier Schächte (der Schächte „von der Heydt“ und „von Manteuffel“, die späteren ersten Kalisalz fördernden Schachtanlagen der Welt).
In den Schächten wurde zunächst ab dem Jahre 1857 mit der bergmännischen Gewinnung von Steinsalz begonnen.
Die Herstellung von Siedesalz auf der Saline Staßfurt wurde 1857 auch nur noch mit einer Siedepfanne betrieben.
Hier folgend die letzten statistischen Angaben vor der endgültigen Einstellung des Siedebetriebes:

„Zu ihrem Betriebe wurden wie früher die im Steinsalzbergbau angehobenen Schachtwasser verwendet, von denen 155482 Kbfss. [= Kubikfuß] 17,275 pfündige Soole, woraus während 223 Tagen wirklicher Betriebszeit auf einer Siedepfannenfläche von 728 Quadratfuss 25524 Ctnr. [= Zentner] weisses Salz, 160 Ctnr. gelbes und Kehrsalz, zusammen 25684 Ctnr. erzeugt wurden. Hiernach ergiebt sich ein Siedeverlust von 9,049 pCt. [= Prozent] und ein Salzausbringen von 13,63 Ctnrn. pro Quadratfuss Pfannenfläche und 1 Tag Betriebszeit. Verbrannt wurden pro Centner Salz 0,560 Tonnen Löderburger Braunkohlen, oder 4,96 Kbfss. kiefern Holzäquivalent, zur Verdampfung von 100 Kbfss. Wasser waren 88,34 Kbfss. Holzäquivalent erforderlich.
Die Belegung bestand aus 22 Arbeitern, durch welche überhaupt ausser dem schon obengenannten Quanto von 25684 Ctnrn. weisses und gelbes Salz 219 Ctnr. Gewerbesalz und 827 Ctnr. Pfannenstein hergestellt wurden.“

Im Jahre 1858 wurden die Roßkunst abgebrochen, die Solebrunnen zugeschüttet und Ende des folgenden Jahres der Siedebetrieb für immer eingestellt.